# Христо Димитров (лекар)
 Тази статия е за лекаря.  За политика вижте Христо Димитров.  
Христо (Аристидис) Димитров (Димитриев) е български лекар от епохата на Възраждането.

## Биография
Христо Димитров роден в източномакедонския град Щип, Османската империя. Изпратен от Щипската българска община, учи в Робърт колеж от 1879/1880 до 1884/1885 година, когато завършва.
След това учи медицина в Хановър колеж, САЩ. От 1888 година практикува медицина в Македония - в родния си Щип и на други места. В 1898/1899 година преподава хигиена и е лекар в пансиона на Скопското българско педагогическо училище.
В 1902 година, след писмо на митрополит Синесий Скопски до скопския търговски представител Данаил Юруков, е назначен за екзархийски лекар в Куманово, за да се противодейства на сръбската пропаганда в региона, като българското външно министерство му отпуска и месечна заплата от 1150 лева. Димитров развива широка дейност в Кумановско, като обикаля района заедно с архиерейския наместник Давид Наков и лекува населението. Димитров не взима пари от местните българи и затова в 1905 и в 1907 година иска увеличаване на заплатата си. Втората му молба от 1907 година е удовлетворена и от 1 януари 1908 година той получава годишно 102 турски лири. В 1908 година обаче д-р Димитров напуска Куманово и започва частна практика в Солун. През ноември същата година обаче отново подава молба до Екзархията за назначение като лекар в Куманово, Тетово или Крива паланка. Екзархията го назначава в Дебър с годишна заплата от 120 турски лири и д-р Димитров остава в града от 2 април 1909 година до Балканската война от 1912 година.
Участва в Първата световна война като санитарен подпоручик, дружинен лекар в Четвърта пехотна дивизия. За отличия и заслуги във войната е награден с орден „За заслуга“.